# Benito (illustrateur)
Pour les articles homonymes, voir Benito.

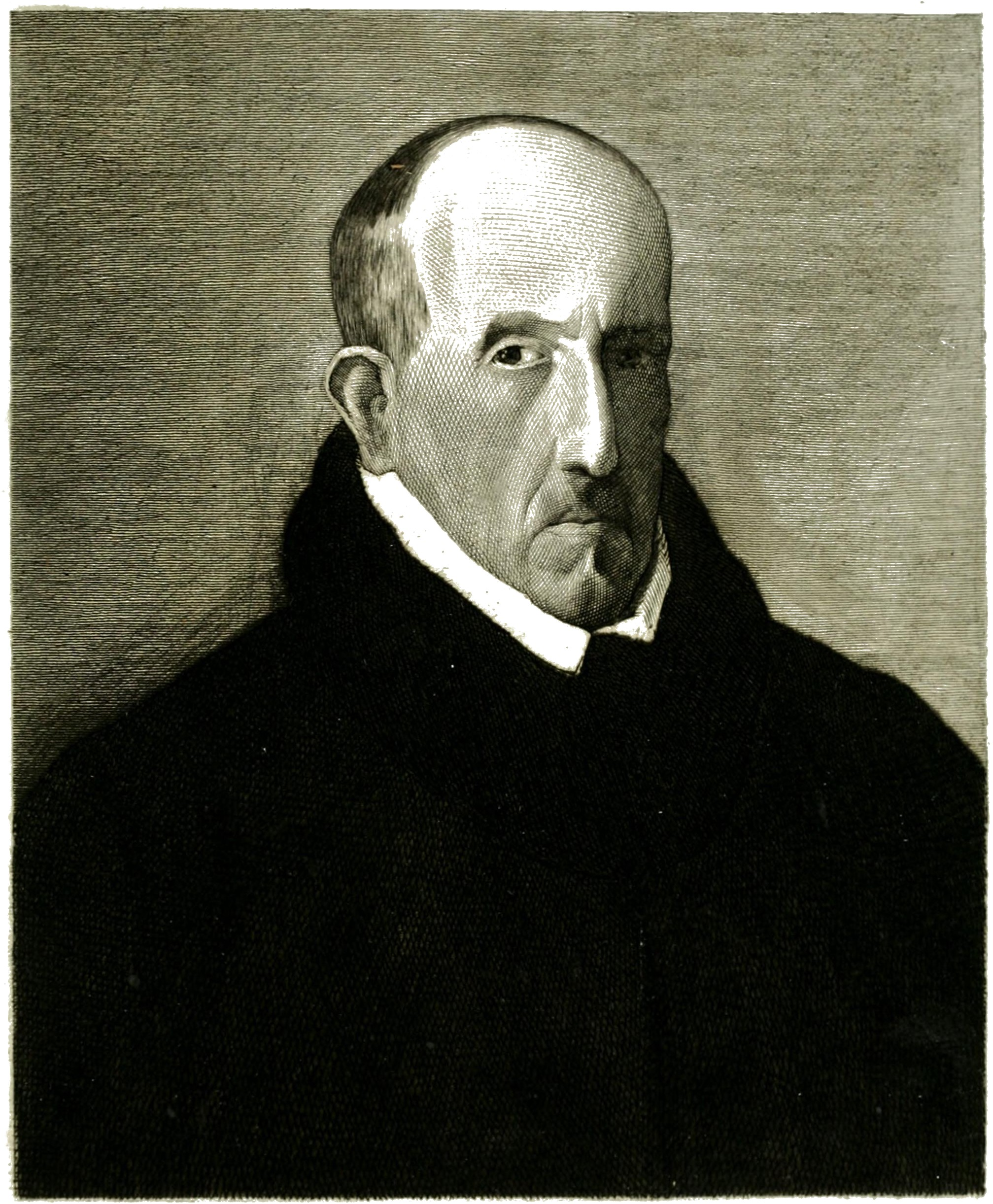
Luis de Góngora (1921), par García Benito.

Eduardo Garcia Benito, dit Benito né en 1891 à Valladolid et mort en 1981, est un illustrateur espagnol. Il est surtout connu comme dessinateur de mode.  

## Biographie
Après des études aux Beaux Arts de Madrid il s'installe à Paris en 1910. En 1913, il travaille pour Alfred Tolmer, puis, en 1916, pour Draeger. Ces deux imprimeurs représentent alors l'excellence française de l'édition publicitaire entre 1910 et 1950. C'est chez Draeger qu'il introduit le jeune photographe François Kollar à la fin des années vingt, auprès de Paul Iribe.
Benito expose au salon d'automne de 1919 et au salon des Tuileries en 1923. 
Il collabore à Fantasio, la Gazette du Bon Ton, Monsieur, Le Goût du jour, La Guirlande, Les Feuillets d'Art, Femina et Vanity Fair dans sa version historique de 1913. À la demande de Condé Nast, éditeur entre autres du magazine de mode Vogue, il en illustre de nombreuses couvertures de l'édition française, devenant une figure de proue de ce magazine dans les années trente, avec Carl Erickson, Pierre Mourgue ou René Bouché. 
Son dessin épuré, influencé par le cubisme, évoque Modigliani. Il illustre plusieurs livres : en 1918, un splendide album sur Reims et, en 1919, Le Testament de Paul Bourget. 
Il réalise de nombreux catalogues publicitaires dont La Dernière lettre persane  pour les fourrures Max. Cet album est considéré comme un chef-d'œuvre de l'édition publicitaire. Il a également illustré un texte de Jean Cocteau, Dans le ciel de la patrie. 
Dans les dernières années de sa vie il peint des portraits.
Il meurt à Valladolid en 1981.

## Source
- E. Bénézit, Dictionnaire des Peintres, Sculpteurs, Dessinateurs et Graveurs, Paris, Gründ, 1999.